# Ljubo Karaman
Ljubo Karaman (Split, 15. lipnja 1886. – Zagreb, 19. travnja 1971.), hrvatski povjesničar umjetnosti i konzervator.
Klasičnu gimnaziju završio je 1904. u Splitu, a studij povijesti i geografije na Filozofskom fakultetu u Beču. U Beču je studirao i povijest umjetnosti 1912. – 1914. koju je doktorirao 1920. tezom Die romanische Plastik in Spalato.
Godine 1911. kratko je bio nastavnik u klasičnoj gimnaziji u Splitu, potom u dubrovačkoj gimnaziji, da bi od 1919. bio asistent Pokrajinskoga konzervatorskog ureda za Dalmaciju, a od 1926. glavni konzervator za Dalmaciju u Splitu.
U Splitu je bo suradnik don Frane Bulića s kojim je napisao knjigu Palača cara Dioklecijana (1927.). Pod pritiskom talijanskih fašističkih vlasti napustio je 1941. Split i djelovao u Zagrebu kao ravnatelj Konzervatorskog zavoda do umirovljenja 1950. godine. Proučavao je spomenike Dalmacije od antike do baroka, a posebno su važni njegovi radovi na području starohrvatske arheologije.

## Radovi i djela
- Zlatni nalaz na Trilju nedaleko Sinja, VAHD, 1921.
- O nekim novijim publikacijama o historiji umjetnosti u Dalmaciji, VAHD, 1922.
- Kulturni spomenici na našem Jadranu, AJS, 1925.
- Palača cara Dioklecijana, 1927. (zajedno s Franom Bulićem)
- O domaćem slikarstvu u Dalmaciji za vrijeme mletačkog gospodstva, AJS, 1927.
- Arheološka istraživanja u Grohotama na Šolti, Novo doba, 1927.
- Spomenici u Dalmaciji u doba hrvatske narodne dinastije i vlast Bizanta na istočnom Jadranu u to doba, Šišićev zbornik, Zagreb, 1929.
- O Grguru Ninskomu i Meštrovićevu spomeniku u Splitu, Split, 1929.
- Iz kolijevke hrvatske prošlosti, 1930.
- Tragom hrvatskih kraljeva. O zadnjim iskopinama društva »Bihaća« u okolici Splita i Solina, HR, 1930.
- Starohrvatsko groblje na »Majdanu« kod Solina, VAHD, 1930. – 34.
- Otkriće kraljevskog samostana XI vijeka sv. Mojsija u »Šupljoj crkvi« u Solinu, Split 1931.
- Natpis djakona Dobra iz vremena narodne hrvatske dinastije, Split 1931.
- O slijedu historijsko-umjetničkih perioda u Dalmaciji sa osobitim obzirom na spomenike Splita i Trogira, Obzor, 1931. – 32.
- Notes sur l’art byzantin et les Slaves catholiques de Dalmatie, L’art byzantin chêz les Slaves, Pariz, 1932.
- Umjetnost u Dalmaciji. XV. i XVI. vijek, 1933.
- Dalmacija kroz vjekove, 1934.
- Portal majstora Radovana u Trogiru, Rad JAZU, 1938.
- Izoliranje tzv. Hrvojeve kule u Splitu, Jugoslovenski istoriski časopis, 1938.
- Eseji i članci, 1939.
- Iskopine društva »Bihaća« u Mravincima i starohrvatska groblja, Rad JAZU, 1940.
- Poviest hrvatskih zemalja Bosne i Hercegovine, 1., Sarajevo, 1942.
- Buvinove vratnice i drveni kor splitske katedrale, 1942.
- Stari dubrovački slikari, HR, 1943.
- Afreski hrvatskog majstora u Sv. Mariji kod Berma u Istri, Alma mater Croatica, 1943.
- Živa starina. Pedeset slika iz vremena hrvatskih narodnih vladara, Zagreb, 1943.
- Uspomene hrvatskih vladara i odličnika u gradu Zadru, Alma mater Croatica, 1944.
- Baština djedova, Zagreb, 1944.
- O srednjovjekovnoj umjetnosti Istre, HZ, 1949.
- O organizaciji konzervatorske službe u NR Hrvatskoj i Stav ranijih stoljeća prema spomenicima prošlosti i jedno konzervatorsko pitanje u Splitu 1685. godine, Zbornik zaštite spomenika kulture, Beograd, 1950., 1951.
- Glose nekojim pitanjima slavenske arheologije, VHAD, 1952.
- Pregled umjetnosti u Dalmaciji, 1952.
- Pregled umjetnosti u Dalmaciji od doseljenja Hrvata do pada Mletaka, Zagreb, 1952.
- O staroj slikarskoj školi u Dubrovniku, AHID, 1953.
- O mjesnim grupama dalmatinske slikarske škole u XV. st., PPUD, 1955.
- Osvrtu na neke novije publikacije i tvrdnje iz područja historije umjetnosti Dalmacije, Peristil, 1954.
- O reviziji iskopina u Biskupiji kod Knina, SP, 1955.
- O putovima bizantskih crta u umjetnosti istočnog Jadrana, Starohrvatska prosvjeta, SP, 1958.
- O dubrovačkom slikaru 16. stoljeća Frani Matejevu Matkovu, Beritićev zbornik, Dubrovnik, 1960.
- O nekim pitanjima hrvatske povijesti do XIII st., HZ, 1960.
- Andrija Buvina – vratnice splitske katedrale – drveni kor u splitskoj katedrali, Zagreb, 1960.
- O djelovanju domaće sredine u umjetnosti hrvatskih krajeva, 1963.